# メイド・イン・ジャパン 逆襲のシナリオ
メイド・イン・ジャパン 逆襲のシナリオ（メイド・イン・ジャパン ぎゃくしゅうのシナリオ）は、NHKスペシャルで放送された2012年のシリーズ企画である。

## 概要
苦戦する日本の家電メーカーの復活のシナリオを考えていく内容であった。

## テーマ
第1回
岐路に立つ"日の丸家電"
初回放送日：2012年10月27日
第2回
復活への新戦略
初回放送日：2012年10月28日

## 出演
- ジョン・カビラ
- 上田早苗